# 苅田站
苅田站（日语：／ Kanda eki */?）是位於福岡縣京都郡苅田町大字提，屬於九州旅客鐵道（JR九州）的日豐本線車站。車站編號為JF08。
由於苅田町鮪魚北九州市的通勤圈內，因此在尖峰時段有許多乘客使用此站。本站在2006年3月16日北九州機場啟用後成為其玄關口。由縣與町規劃建設的新站房於同年4月22日落成。

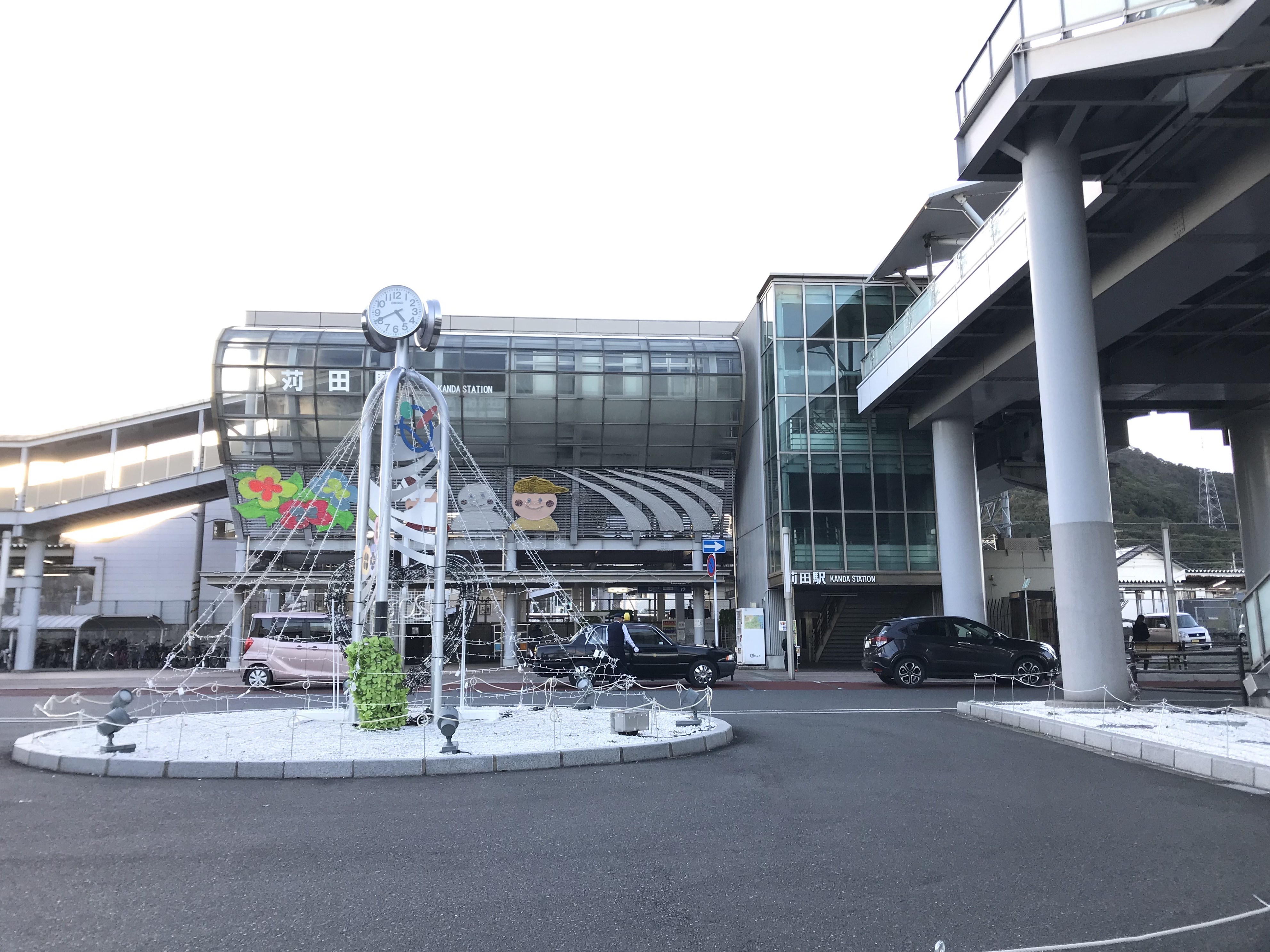
東口(2018年12月)

## 車站構造

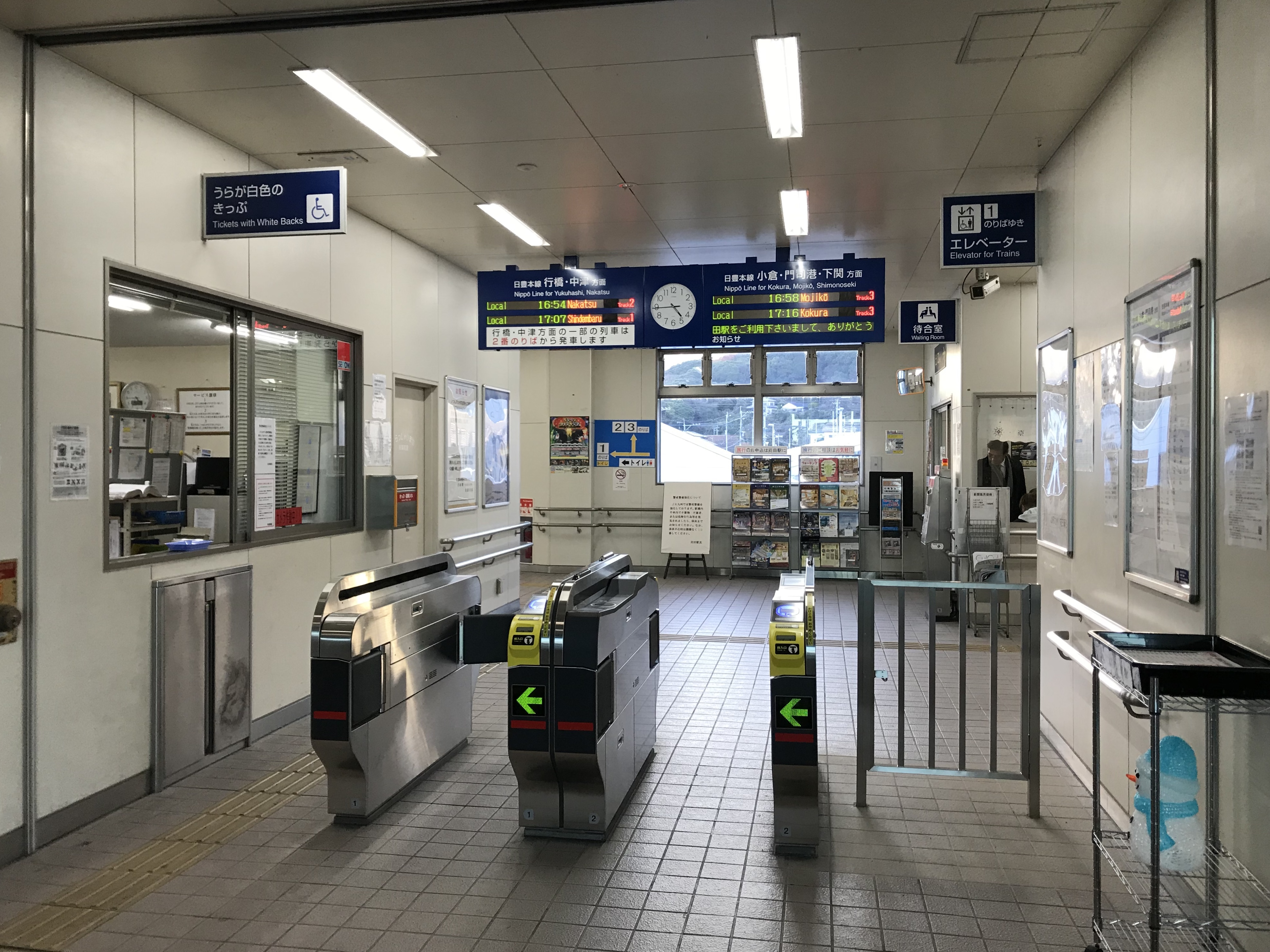
驗票口(2018年12月)

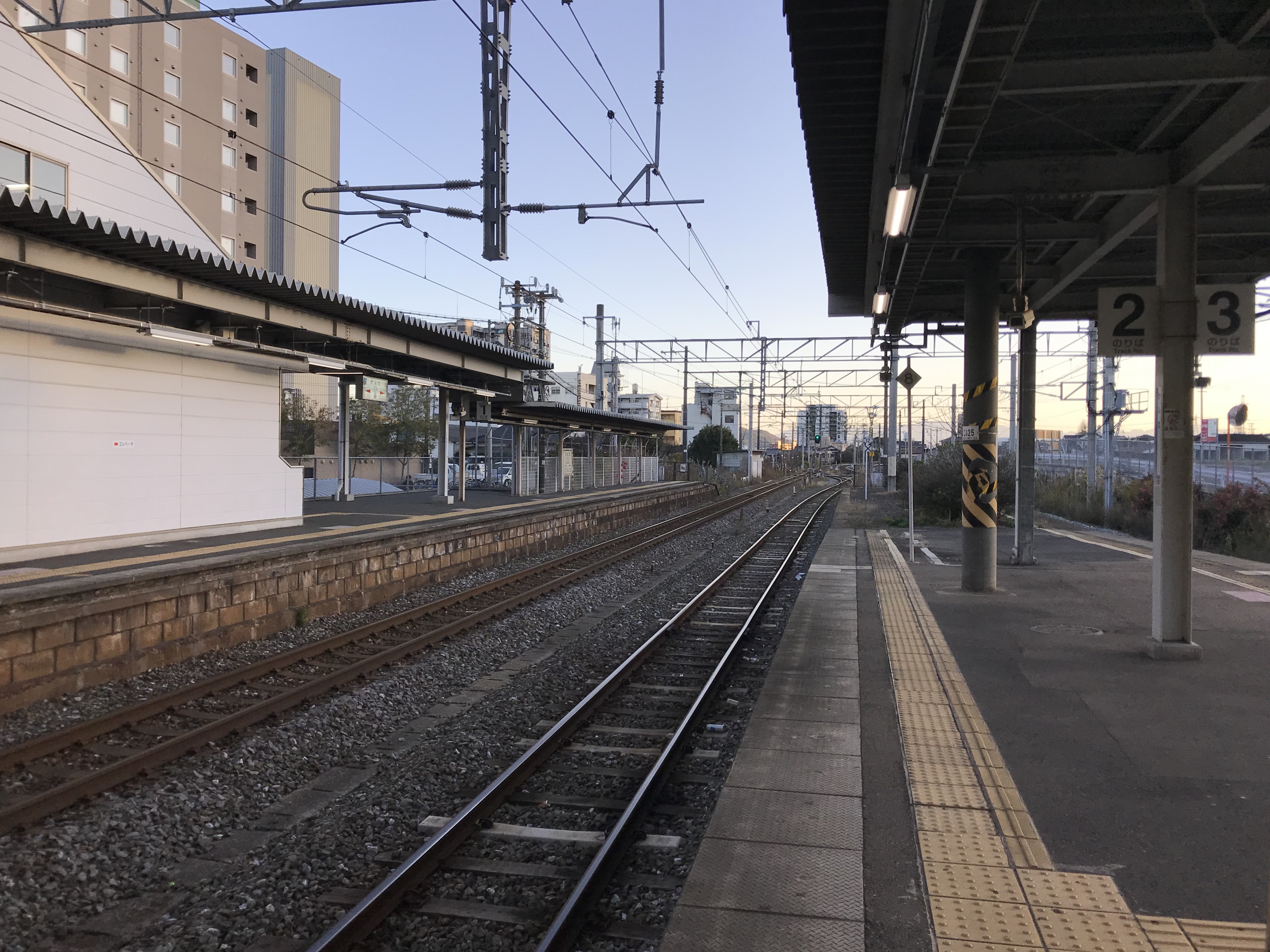
月台(2018年12月)

本站是設有跨站式站房的地面車站。此站原為木造站房，現時的站房經過翻新，透過「苅田站周邊發展項目」後增建成為跨站式站房，設有東西兩方公眾通道。該公眾通道的名稱透過公開招募，通道名為。車站東邊的工程於2009年12月12日竣工，車站東邊設有行人天橋。隨後西線的工程也完成，並新設連接縣道的連接道路。站內設有升降機。在各月台中4卡車廂長度的提高了月台高度。
此站由JR九州鐵道營業負責車站業務，為業務委託車站。站内設有綠色窗口。

### 月台
設有側式月台和島式月台各1個，共設有2面3線配置。
| 月台 | 路線     | 上下行 | 方向             | 備註                       |
| ---- | -------- | ------ | ---------------- | -------------------------- |
| 1    | 日豐本線 | 下行   | 行橋、中津方向   |                            |
| 2    | 日豐本線 | 下行   | 行橋、中津方面   | 待避列車使用               |
| 2    | 日豐本線 | 上行   | 小倉、門司港方向 | 待避、從此站出發的列車使用 |
| 3    | 日豐本線 | 上行   | 小倉、門司港方向 |                            |

## 歷史
- 1895年4月1日：九州鐵道（第一代）刈田駅（日语：／）啟用[2]。
- 1907年：

- 7月1日：九州鐵道（第一代）被國有化，成為帝國鐵道廳。
- 11月：車站改名為苅田站。

- 1918年10月16日：為了區別東京的神田站，車站讀法改為[2]。
- 1959年10月1日：車站讀法改回[2]。
- 1987年：

- 3月19日 站房重建。
- 4月1日：伴隨國鐵分割民營化，車站由九州旅客鐵道（JR九州）營運。

- 2006年4月22日：第二代站房建成。
- 2009年3月1日：可以使用IC卡「SUGOCA」[4]。
- 2022年3月12日：因應精簡人手，綠窗口的營業時間縮短至上午7時30分至中午12時。其餘時間為無人站。

## 使用狀況
在2022年度，1日平均乘車人次為2,093人。
| 年度   | 1日平均 上下車人次                                                           | 1日平均 乘車人次 |
| ------ | ---------------------------------------------------------------------------- | ---------------- |
| 2010年 | 5,529                                                                        |                  |
|        |                                                                              |                  |
| 2016年 |                                                                              | 2,365            |
| 2017年 |                                                                              | 2,495            |
| 2018年 |                                                                              | 2,436            |
| 2019年 |                                                                              | 2,345            |
| 2020年 |                                                                              | 1,821            |
| 2021年 |                                                                              | 1,906            |
| 2022年 | 2,093                                                                        |                  |
| 2023年 | 2,308<ref>參考JR九州駅別乗車人員上位300駅（2023年度） （页面存档备份，存于） |                  |

## 相鄰車站
九州旅客鐵道
日豐本線
■快速（只設上行班次）
通過
■普通
朽網（JF07）－苅田（JF08）－小波瀨西工大前（JF09）

## 其他
在新北九州機場啟用時，本站也設有由西鐵北九州巴士營運、前往北九州機場線的停車站，隨後在2009年9月30日取消。

## 外部連結
- JR九州苅田站 （页面存档备份，存于）